# Gimnasio Manuel Bernardo Aguirre
El Gimnasio Manuel Berardo Aguirre es un recinto multiusos situado en la ciudad de Chihuahua propiedad de la Universidad Autónoma de Chihuahua. Fue construido a finales de los años 70 e inaugurado el 2 de octubre de 1980. Actualmente es casa de los Dorados de Chihuahua de la Liga Nacional de Baloncesto Profesional de México, los Dorados Capital de la Liga Estatal de Básquetbol de Chihuahua, los Dorados UACH y las Adelitas UACH, equipos representativos de la Universidad en diversas ligas estudiantiles. Desde sus inicios tiene una capacidad de poco más de 10 mil espectadores para eventos deportivos y es operado por la misma universidad.

## Historia

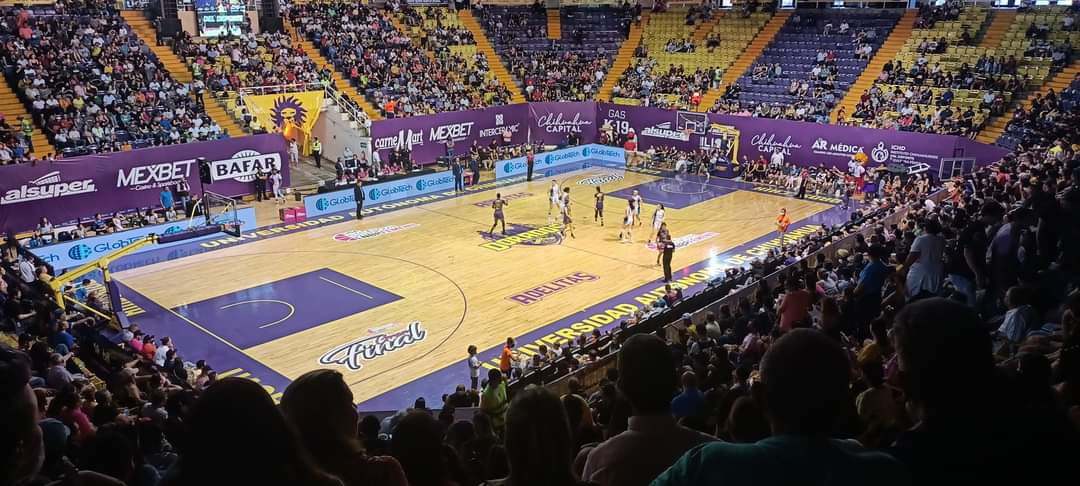
El MBA durante del segundo juego de la Serie de Campeonato de la Liga Sisnova LNPB femenil (10 de julio de 2022)

Luego de que fuera demolido el Gimnasio Rodrigo M. Quevedo, que se ubicaba a espaldas de la rectoría de la Universidad y que era usado por los equipos representativos de básquetbol de la Universidad, se vio la necesidad de contar con un espacio propio para la práctica de este deporte. En 1978 se ideó la construcción de un nuevo gimnasio en los terrenos del Campus I, siendo iniciada el 12 de mayo en un evento que contó con la asistencia del rector Antonio Horcasitas Barrio.
La construcción duró dos años y estuvo a cargo del ingeniero Arturo Arroyo Vázquez y construida por trabajadores chihuahuenses. Inicialmente, fue presupuestado en poco más de 23 millones de pesos que fueron aportados por el Instituto Nacional del Deporte que contribuyó con 6 millones 50 mil pesos y la Universidad que invirtió el resto. Sin embargo, a medio proyecto se decidió ampliar su capacidad, por lo que la construcción tuvo que ser detenida por unos meses al no contar con mayor presupuesto, siendo terminado gracias a una aportación extra de 27 millones de pesos hecha por el Gobierno del Estado.
Finalmente, el gimnasio fue inaugurado el 2 de octubre de 1980 por el rector Reyes Humberto de las Casas Duarte, el gobernador Manuel Bernardo Aguirre (a quien el gimnasio debe su nombre) y el presidente José López Portillo.
Desde su inauguración el gimnasio ha sido casa de los Dorados UACH y las Adelitas UACH, equipos de básquetbol de la Universidad y desde 2019 de los Dorados de Chihuahua de la Liga Nacional de Baloncesto Profesional de México y Dorados Capital de la Liga Estatal de Básquetbol de Chihuahua. El recinto también es usado para eventos políticos, funciones de artes marciales mixtas (MMA), boxeo y lucha libre profesional; también lleva a cabo funciones de rodeos y conciertos.